# 양원탁 (일제 강점기 관리)
양원탁(梁元鐸, 1891년 1월 ~ ?)은 일제강점기의 관료이다.

## 생애
평양 출신으로 1912년에 관립평양고등학교를 졸업했다. 학교 졸업 후 곧바로 조선총독부 도서기로 임명되면서 황해도에 배치받아 총독부 관리로 이력을 시작했다.
이후 군서기로 황해도 은률군과 봉산군에서 근무하였고, 1921년에는 총독부 군수로 승진하여 신계군 군수가 되었다. 신계군에 이어 금천군, 수안군, 서흥군, 봉산군 등 황해도 여러 군에서 군수를 역임했다.
1930년에 경기도 개풍군 군수로 이동했다. 개풍군수로 재직 중이던 1935년에 총독부가 편찬한 《조선공로자명감》에 353명의 공로자 중 한 명으로 기재되어 있다. 총독부가 시정 25주년을 기념하여 표창한 표창자 명단에도 들어 있다. 이때 정6위 훈5등에 서위되어 있었다.
2008년 공개된 민족문제연구소의 친일인명사전 수록예정자 명단의 관료 부문에 포함되었다.

## 참고자료
- 양원탁(梁元鐸) - 국사편찬위원회